# Девушки в чёрном
«Девушки в чёрном» (фр. Jeunes Filles en noir) — картина, написанная  в 1880—1882 годах французским художником Пьером Огюстом Ренуаром (Pierre-Auguste Renoir, 1841—1919). Принадлежит Государственному музею изобразительных искусств имени А.С. Пушкина в Москве, находится в галерее искусства стран Европы и Америки XIX—XX веков. Размер картины — 81,3 × 65,2 см.

## История
В 1908—1918 годах картина «Девушки в чёрном» находилась в собрании московского купца и коллекционера Сергея Щукина. В 1918 году она была передана в 1-й Музей новой западной живописи. В 1923 году он был объединён со 2-м Музеем новой западной живописи, и в результате был образован Государственный музей нового западного искусства (ГМНЗИ), в котором картина находилась до его упразднения в 1948 году. После этого картина была передана в Пушкинский музей, где она и находится до сих пор.

## Описание
На этом двойном портрете изображены молодые парижанки, обитательницы Монмартра, обе в чёрных платьях и чёрных шляпках. Одна из девушек сидит лицом к зрителю, опёршись на спинку стула, а другая стоит боком, склонившись к первой. В начале 1880-х годов колорит картин Ренуара существенно меняется — в частности, вместо чёрного цвета художник использует комбинацию спектральных тонов, синего (ультрамарин) и красного (краплак).
Искусствовед Михаил Лебедянский так писал об этой картине:
Всё написано так, как будто Ренуар создавал просто облик молодой парижанки — очаровательной, мечтательной, красивой, модно, но довольно скромно одетой. Её тёмное в талию платье художник написал густым ровным тёмно-синим цветом, избегая мелких движений кистью, свойственных его более ранним работам. «Девушки в черном» предстают перед нами молодыми красивыми женщинами, и, глядя на них, так и хочется, чтобы самый обыденный мир стал таким же праздничным и красивым, как его видел художник…